# آناماريا بوغدانوفيتش
آناماريا بوغدانوفيتش (بالمجرية: Orbán Annamária)‏ مواليد 14 أبريل 1982 في رومانيا، هي لاعبة كرة يد مجرية. مثلت منتخب المجر لكرة اليد للسيدات. وصلت مع فريقها إلى نصف نهائي كأس أوروبا سنة 2006.